# Rodérick Egal
Pour les articles homonymes, voir Egal.

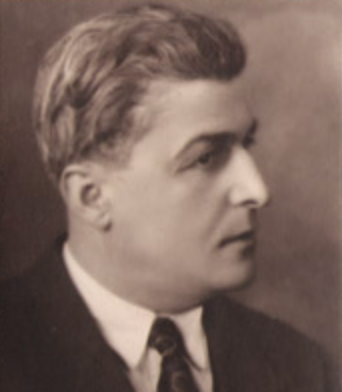
Rodérick Egal pendant les années 1920

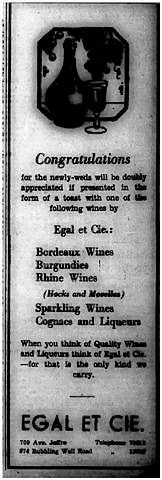
Publicité pour Egal & Cie

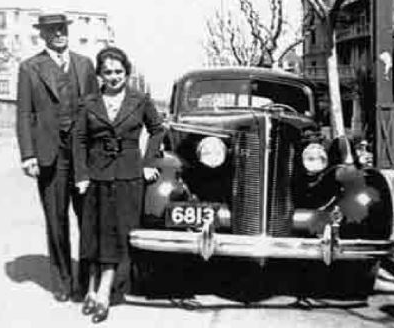
Rodérick Egal et Marguerite Argelé, années 1930

Jean-Baptiste Etienne Rodérick Egal (1892-1947) est un négociant français et Représentant de la France Libre en Chine pendant la Seconde Guerre mondiale.

## Premières années (1892-1920)
Originaire d'une famille de petits propriétaires agricoles du Sud-Ouest, Jean Baptiste Etienne Egal naît à Montclar d'Agenais dans le Lot et Garonne en 1892.  
A 22 ans, il combat pendant la Première Guerre mondiale. Nommé capitaine, il choisit le nom de combat de "Rodérick". Blessé au bras pendant la bataille de Verdun, il est fait chevalier de la Légion d'honneur. 

## Négociant et Résistant en Chine (1920-1945)

### Négociant à Shangaï (1920-1940)
Arrivé à Shangaï à 28 ans en 1920, il se marie avec Marguerite Argelé, professeur d'anglais au Collège français de Shangaï. Il est pendant les années 1930 directeur de la société Egal & Cie et propriétaire des "Grands magasins Paris-Shangaï", situés avenue Joffre, la principale artère commerciale de la concession française. Il importe et vend du vin, des tissus, des cosmétiques et des produits du Sud-Ouest. Rodérick Egal représente l'Oréal et les Grands Magasins du Louvre dans la concession. Il se constitue ce faisant une petite fortune.

### Représentant de la France Libre en Chine (1940-1945)

#### Entrée dans la Résistance (1940-1941)
À l’issue de la défaite française de 1940, alors qu'il a 48 ans, Rodérick Egal répond à l'appel du Général de Gaulle du 18 juin. Il rassemble des résistants à Shangaï au sein de l'association « France Quand Même » afin de s’opposer aux Japonais. Le consul de France à Shangaï, Louis Reynaud, envoie un télégramme à De Gaulle dans lequel il écrit :                
"Groupée autour de moi, la colonie française s’indigne contre toute idée d’armistice et de paix séparée, et se révolte à la pensée d’une telle trahison qui déshonorerait la France à jamais vis-à-vis de nos alliés et de l’humanité !" 
Le 20 juillet, Rodérick Egal est nommé Représentant de la France Libre en Chine par le Général de Gaulle. Surnommé "le Tigre" en référence à Clemenceau, il anime un bulletin radio quotidien, "France toujours", et un bulletin hebdomadaire, "Vive la France". Il les utilise pour recruter des volontaires pour rejoindre les Forces françaises libres (FFL). Plusieurs policiers de la concession quittent leurs fonctions pour aller combattre les Japonais. Rodérick investit pour ce faire une part considérable de sa fortune. Le SAS Loïc Rofast le rejoint, ainsi que Robert Jobez, vice-commandant de la police de la concession. En tout, 65 hommes partent combattre l'Axe depuis la concession.                
Après le début de la Collaboration, Louis Reynaud est remplacé par le vichyste Roland de Margerie, qui ne s'oppose pas à la mise en place de la Solution finale à Shangaï. L'ambassadeur de France à Pékin, Côme, licencie tous les fonctionnaires refusant de prêter allégeance à Pétain. Rodérick Egal s’oppose rapidement à Roland de Margerie. Il doit s'enfuir dans le ghetto juif de la ville. Il quitte également sa femme vichyste et entame une relation avec une musicienne russe.                

#### Emprisonnement à Saïgon (1941)

##### Arrestation
La désertion de marins du navire militaire français Francis Garnier, partis rejoindre les FFL, entraîne une réponse de Vichy au mouvement de Résistance dirigé par Rodérick Egal. Sur les ordres de Roland de Margerie, la police de la concession française le recherche en avril ,,. Sa femme Marguerite Argelé, vichyste, lui tend un piège en organisant une rencontre en avril 1941, rencontre lors de laquelle il est arrêté. Il est alors emprisonné sur le Francis Garnier.
À la suite de l'arrestation de Rodérick Egal, la police de la concession fait grève. Le consul de Grande-Bretagne à Shangaï menace de faire arrêter les consuls vichystes à Hong-Kong et Singapour s'il n'est pas libéré. L'administration de Vichy à Shangaï redoute une révolte en cas de procès dans la concession. Elle cherche alors à l'éloigner de la concession. 

##### Déportation et emprisonnement par les autorités de Vichy
Rodérick Egal est déporté à Hanoï puis Saïgon en mai 1941. Condamné, emprisonné, spolié de ses biens, il est déchu de sa nationalité par l'administration de Vichy en Indochine,. Malade, il est transféré dans un hôpital-prison en juin. Le Général de Gaulle fait pression auprès de Roland de Margerie afin d'obtenir sa libération, sans effet. Le consul britannique à Singapour fait pression sur les autorités de Vichy à Saïgon. Il fait également envoyer une cargaison d'opium en Indochine afin de soudoyer les autorités de Vichy. 
Rodérick Egal est libéré sous la pression du Royaume-Uni, en échange de la cessation de ses activités de résistance à Shangaï. Il revient dans la concession française en octobre 1941.  

#### Bataille de Hong-Kong et emprisonnement par les Japonais (1941-1945)

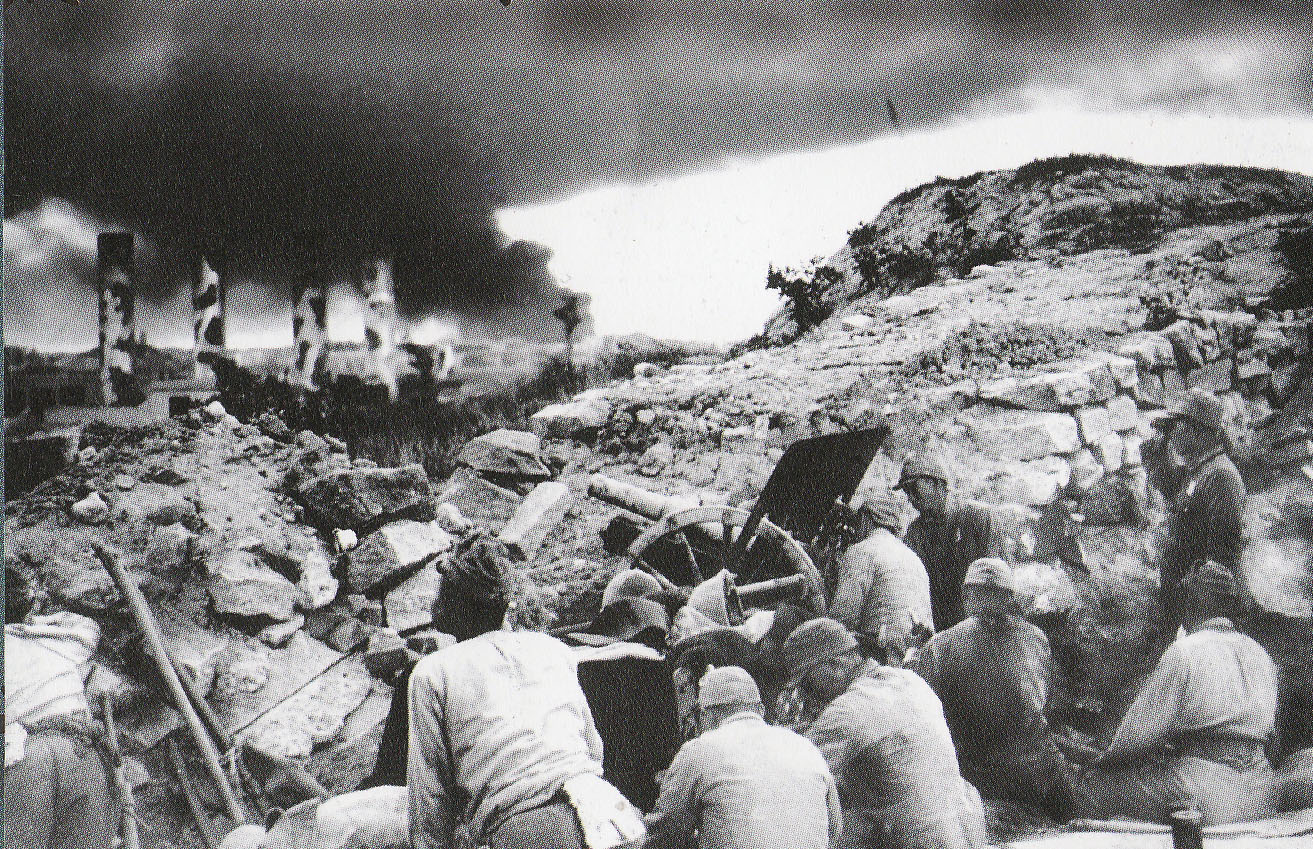
La station électrique de North Point pendant la Bataille de Hong-Kong.

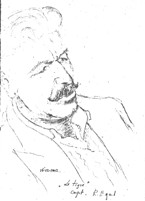
Rodérick Egal dessiné par Alexander Zkvorzov alors qu'ils étaient tous deux prisonniers à Sham Shui Po

Le 8 décembre 1941, au même moment que Pearl Harbor, les Japonais attaquent Hong-Kong. Rodérick Egal rassemble  des volontaires et part combattre les Japonais au sein du Corps des volontaires de Hong-Kong. Il combat à la tête d'une troupe de Français libres lors de l'attaque de la ville en compagnie d'Henri Belle et Armand Delcourt. Fait prisonnier en décembre 1941 à North Point lors de la Bataille de Hong-Kong, il est interné dans un camp japonais pour prisonniers à Hong-Kong, d'abord à Sham Shui Po, puis à Argyle Street. Il y est régulièrement battu,,. 
Pendant l'emprisonnement de Rodérick Egal à Hong-Kong, René Pontet lui succède à la tête de "France Quand-Même", devenu le Groupe France-Libre de Shangaï. Georges Rivelain-Kauffman organise également un réseau de résistance. Les Japonais envahissent la concession en mars 1945 sans résistance des forces armées vichystes.

#### Retour à Shangaï (1945-1946)
À l’issue de la guerre, Rodérick Egal revient à Shangaï et est réhabilité. Il reçoit la Croix de guerre, la Médaille de la résistance, et est nommé Officier de l’Empire Britannique et Officier de la résistance.
Rodérick Egal témoigne en juin 1946 lors du Staff Investigation Committee qui juge les collaborateurs, alors que le consulat de France est assiégé par des milliers d'étudiants chinois. Les commandants des forces françaises vichystes à Shangaï, Artigues, et de la police de la concession, Fabre, se suicident. Le vice-commandant de la police est arrêté par les Chinois et accusé de collaboration. Roland de Margerie est démis de ses fonctions.  
Robert Jobez, un des premiers ralliés à Egal, devient consul de France à Shangaï après la guerre. George Egal, fils de Rodérick, devient consul de France à Hong-Kong pendant les années 1980. 

### Négociant à Hong-Kong (1946-1947)

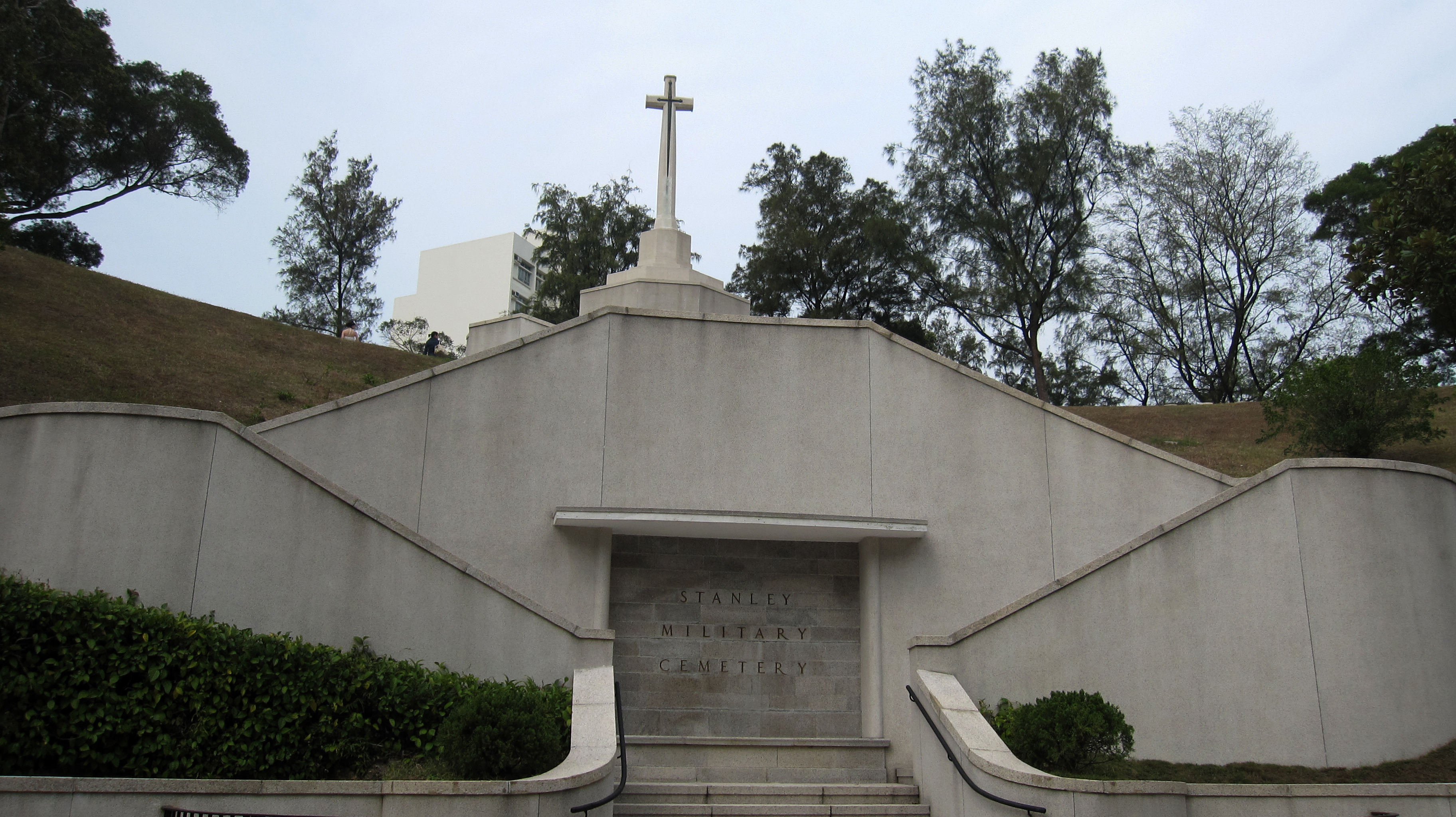
Cimetière militaire de Stanley à Hong-Kong

En 1946, Rodérick Egal s'installe comme négociant à Hong-Kong. Il sort ruiné de la guerre, durant laquelle il a investi ses fonds dans la Résistance, puis été spolié de ses biens. Il cherche le soutien du Gouvernement provisoire. Celui-ci est cependant occupé à rallier les notables vichystes afin de maintenir la présence française en Extrême-Orient. Roland de Margerie est réhabilité en 1946 et nommé ambassadeur à Pékin. 
Rodérick Egal décède en 1947, à 55 ans, des séquelles de sa captivité. Il est enterré au cimetière militaire de Stanley à Hong-Kong en compagnie de certains de ses frères d'armes.

## Descendance
Rodérick Egal est le père de :
- George Egal[22], diplomate, consul de France à Hong-Kong, ambassadeur de France au Portugal et en Suisse, ambassadeur de France auprès de la FAO, officier de la Légion d’honneur, commandeur de l’ordre national du Mérite, commandeur de l’ordre d’Isabelle la Catholique, officier de l’Empire britannique,
- Pierre Egal[23], architecte.

## Décorations
- Chevalier de la Légion d'honneur
- Croix de guerre 1939–1945
- Médaille de la résistance
- Officier de l’Empire Britannique
- Officier de la résistance